# Frenštát pod Radhoštěm
Frenštát pod Radhoštěm (in tedesco Frankstadt unter dem Radhoscht) è una città della Repubblica Ceca, nel distretto di Nový Jičín nella regione di Moravia-Slesia.

## Amministrazione

### Gemellaggi
- La Grange
- Winter Park
- Ustroń